# Ringvormig sterrenstelsel

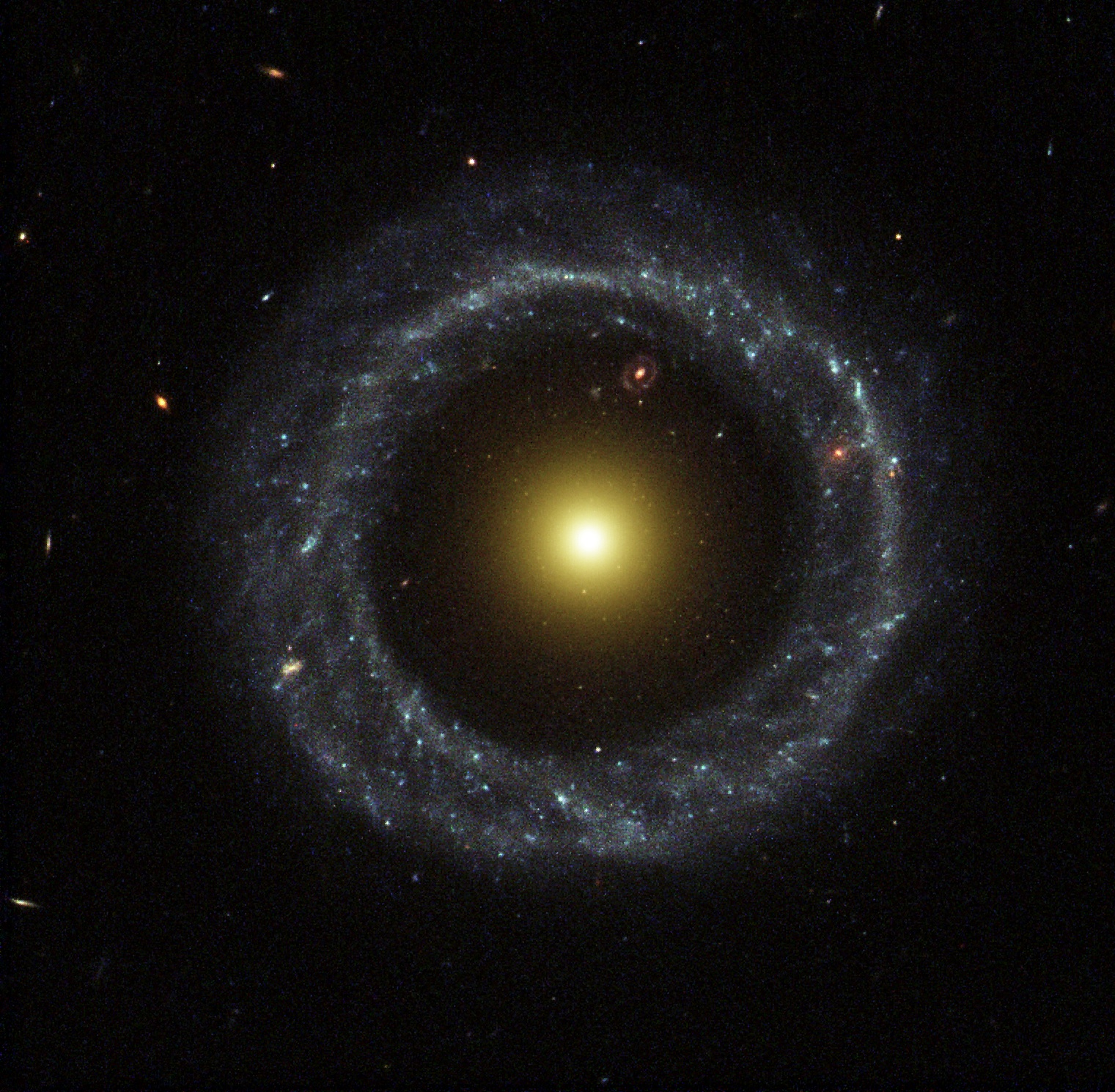
Voorbeeld van een ringvormig sterrenstelsel: Hoag's Object

Een ringvormig sterrenstelsel is een sterrenstelsel met de uiterlijke kenmerken van een cirkel. Door astronomen wordt verondersteld dat een dergelijk stelsel wordt gevormd als een kleiner sterrenstelsel zich door het centrum van een groter sterrenstelsel manoeuvreert. De kans dat sterren hierbij in aanvaring komen met elkaar is minimaal, aangezien de sterrenstelsels voornamelijk uit lege ruimtes bestaan. De ontwrichting ontstaat voornamelijk als gevolg van de zwaartekracht die beide stelsels op elkaar uitoefenen. Door de effecten van de zwaartekracht vormt er zich een dichte centrale kern die wordt omcirkeld door relatief jonge en heldere sterren.

## Galerij

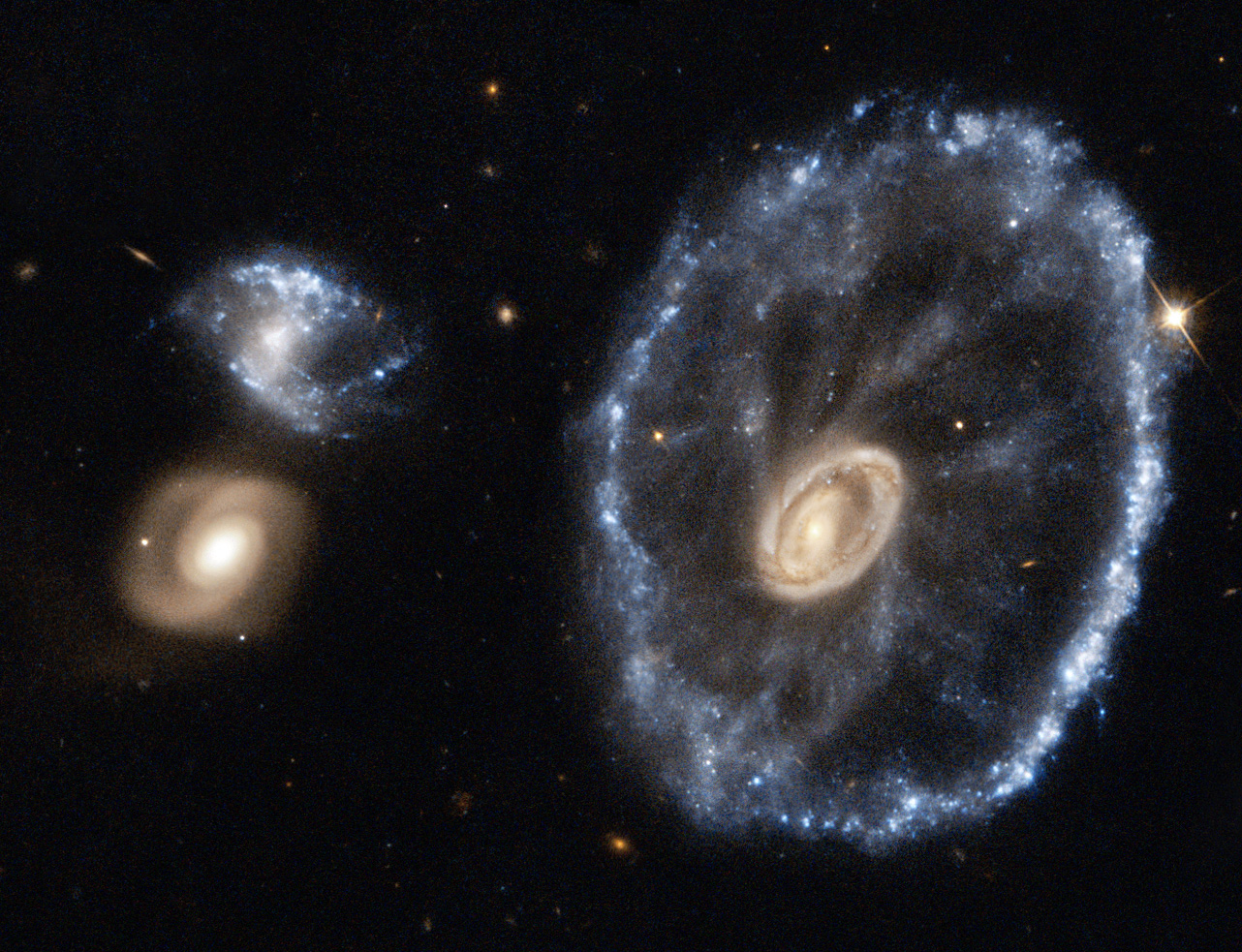
Karrenwielstelsel in het sterrenbeeld Beeldhouwer
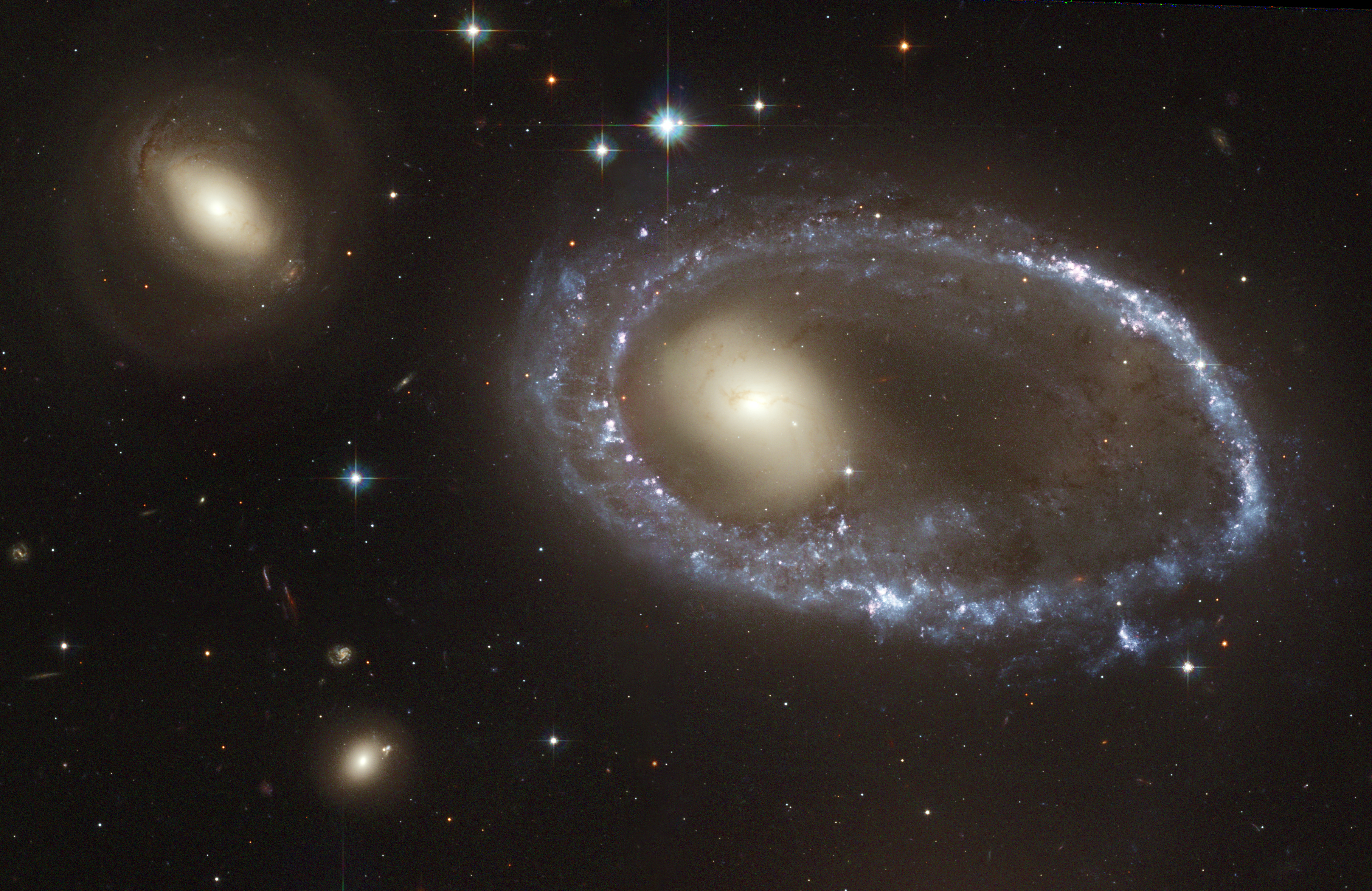
Het ringvormig sterrenstelsel AM 0644-741
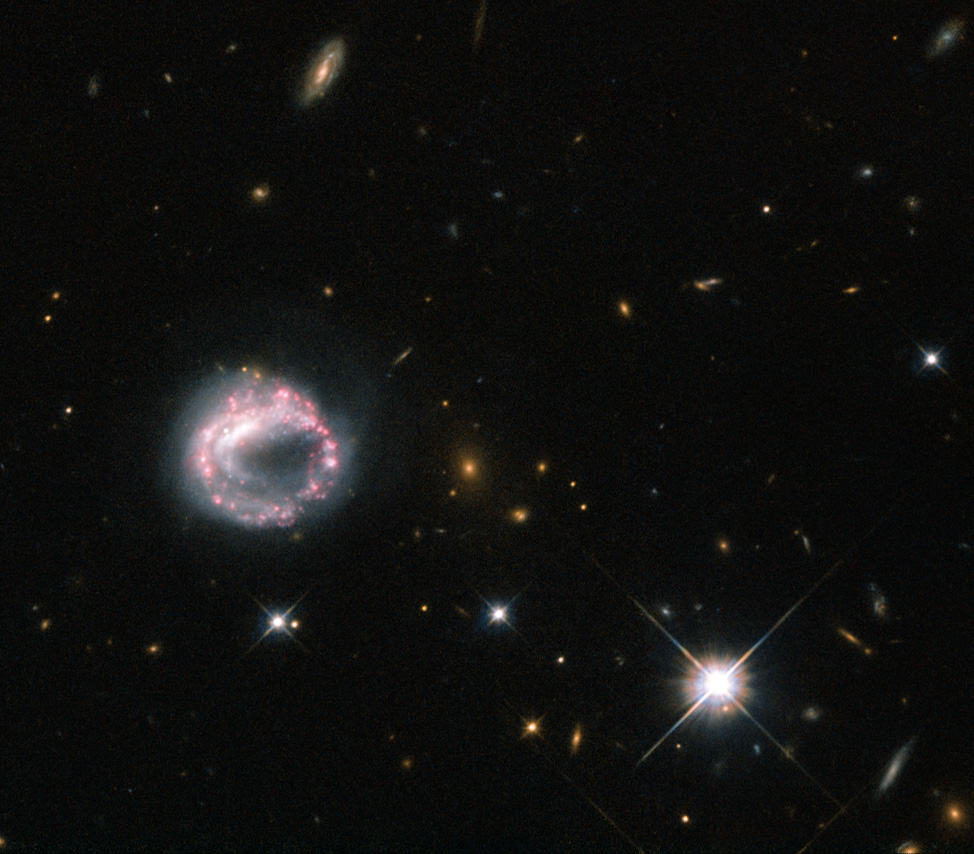
Zw II 28, vastgelegd door ruimtetelescoop Hubble